# 小鳩ミク
小鳩ミク（こばと みく、Miku Kobato、10月21日 - ）は、日本の歌手、ギタリスト、作詞家である。ロックバンドBAND-MAIDと、ソロプロジェクトcluppoのメンバー。

## 略歴
- 2013年、過去に秋葉原のあっとほぉーむカフェ[4]でアルバイトをしていた小鳩がメイド服のかわいい格好でかっこいい音楽のバンドをやりたいと思いメンバーを集めBAND-MAIDを結成[5]。
- 2021年3月9日、ギターメーカーのゼマティスは小鳩自身によってアートワークがデザインされたシグネチャ・モデルのギター「A24MF-FP “Flappy Pigeon”」を発売した[6]。
- 2021年4月1日、ソロプロジェクト「cluppo」（クルッポ）を始動し、1stシングル「PEACE&LOVE」をリリースした[7][8]。4月1日に発表されたため、ソロプロジェクト始動が、エイプリルフールフールネタなのではないのかと思われていたが、4月3日に小鳩がTwitterにてネタではないことを発表した[9]。

## 人物
- 自身が活動しているロックバンドがBAND-MAIDという名前になったのは、秋葉原のメイド喫茶でアルバイトをしていた小鳩ミクがバンドをやりたいと思いメンバーを集めて結成し[5]、メイド服を衣装として取り入れたから[10]。
- ギターを弾き始めたのはBAND-MAIDを始めてから[10]。

小さい頃からとにかく歌うことが好きな子供だった。歌をやりたいと思ったきっかけは祖母の影響が大きく、幼い頃に教わった天童よしみや演歌など。好きな音楽のジャンルは幅広くロックやポップス、メイドをしていた関係でアイドルやアニソンまで何でも聴く。
- 好きな歌手は椎名林檎、好きなバンドは東京事変。中学・高校時代にバンド音楽を好きになった[12][13][11][14]。
- 言葉の語尾には「っぽ」と付ける[1]。

## 作品
順位はオリコン週間ランキング最高位。

### CDシングル
| # | 発売日        | タイトル                  | 収録アルバム | 備考                                   |
| - | ------------- | ------------------------- | ------------ | -------------------------------------- |
| 1 | 2021年8月10日 | PEACE&LOVE/Flapping wings | hatofull     | 3900枚の数量限定リリースとなっている。 |

### 配信シングル
| # | 発売日       | タイトル   | 収録アルバム | 備考                                               |
| - | ------------ | ---------- | ------------ | -------------------------------------------------- |
| 1 | 2021年4月1日 | PEACE&LOVE | hatofull     | 小鳩のソロプロジェクト「cluppo」の第一弾シングル。 |
| 2 | 2022年7月7日 | With you   |              | cluppo初のアニメソング。                           |

### アルバム
| # | 発売日       | タイトル | 順位 |
| - | ------------ | -------- | ---- |
| 1 | 2022年3月9日 | hatofull | 27位 |

### タイアップ
| 起用年 | 楽曲              | タイアップ                                                     |
| ------ | ----------------- | -------------------------------------------------------------- |
| 2022年 | With you          | テレビアニメ『咲う アルスノトリア すんっ！』エンディングテーマ |
| 2024年 | Spread your Wings | 東方LostWord MVプロジェクト                                    |